# Titusbuen
Titusbuen (Italiensk: Arco di Tito; Latin: Arcus Tītī) er en triumfbue fra det 1. århundrede e.Kr., beliggende på Via Sacra, Rom – beliggende lige sydøst for Forum Romanum. I dag er det en af de første strukturer man møder, når man går fra Colosseum op ad Via Sacra og ind på det aflukket område, som omfatter Forum Romanum.
Triumfbuen blev bygget i ca. 81 e.Kr. af kejser Domitian kort efter sin ældre bror Titus' død. Den blev bygget for at mindes Titus' officielle guddommeliggørelse eller consecratio, samt Titus' sejr (sammen med deres far, Vespasian), over det jødiske oprør i Judæa.
Triumfbuen indeholder paneler, der skildrer triumftoget, der blev fejret i 71 e.Kr. efter den romerske sejr, der kulminerede med Jerusalems fald, og giver et af de få nutidige afbildninger af artefakter fra Herodes' tempel. Selvom panelerne ikke eksplicit er angivet som illustrationer af denne begivenhed, er de tæt forbundet med fortællingen om den romerske procession, der blev beskrevet et årti tidligere i Josephus' Den Jødiske Krig.
Det blev et symbol på den jødiske diaspora, og menorah'en afbildet på triumfbuen tjente som forbillede for den menorah, der blev brugt som staten Israels emblem.
Triumfbuen har fungeret som den generelle model for mange triumfbuer opført siden 1500-tallet. Det er inspirationen til Triumfbuen i Paris. Den har en vigtig plads i kunsthistorien, idet den er fokus for Franz Wickhoffs påskønnelse af romersk kunst i modsætning til den dengang fremherskende opfattelse.

## Historie
Baseret på stilen med de skulpturelle detaljer, kan Domitians foretrukne arkitekt Rabirius (der nogle gange også tilskrives Colosseum) muligvis have opført buen. Uden samtidige dokumenter betragtes tilskrivninger af romerske bygninger på baggrund af stil dog som værende usikker. Broderen og efterfølgeren til Titus – Domitian – byggede triumfbuen på trods af, at han blev beskrevet som hadefuld overfor Titus af Dio Cassius.
I løbet af middelalderen tilføjede Frangipani-familien en anden etage til hvælvingen og omdannede den til et befæstet tårn. Der er stadig synlige spor af bjælkehuller fra byggeriet i panelerne. Et kammer blev bygget i den øverste halvdel, og vejen blev sænket for at blotlægge travertinfundamenterne.
Pave Paul IV (1555-1559), som etablerede det romerske ghettoområde i bullen Cum nimis absurdum, gjorde triumfbuen til stedet for en årlig troskabsed, hvor de ældste jøder blev tvunget til at kysse fødderne på hver ny-kronet pave.
Det var en af de første bygninger , der gennemgik en moderne restaurering. Dette startede med Raffaele Stern i 1817 og fortsatte med Valadier under Pius VII i 1821, hvor der kom nye kapitæler og travertinmurværk, som kan skelnes fra den oprindelige marmor. Restaureringen blev en model for området omkring Porta Pia.
På en ukendt tidspunkt blev der af Roms overrabbinat pålagt et lokalt forbud mod, at jøder gik under triumfbuen. Dette blev ophævet ved grundlæggelsen af staten Israel i 1947, og ved en Hanukkah-begivenhed i 1997 blev ændringen offentliggjort. Triumfuen blev aldrig nævnt i rabbinsk litteratur.

## Galleri
- Afbilledning fra 1839 af Constantin Hansen
- Afbilledning fra ca. 1740 af Giovanni Paolo Panini
- Afbilledning fra 1744 af Canaletto
- Afbilledning fra 1748-74 af Giovanni Battista Piranesi

## Eksterne links
- Samuel Ball Platner, A Topographical Dictionary of Ancient Rome: Arch of Titus
- Arch of Titus Historie og fotos
- YU-CIS: The Arch of Titus Digital Restoration Project
- One Man's Campaign Against the Arch of Titus — and How It Changed Italy's Jews, by Morton Satin
- The Arch of Titus history and photos
- Højopløselige 360° panoramaer og billeder af Titusbuen | Art Atlas
- "You searched for 'arch of titus'". Jewish Telegraphic Agency.
- Lucentini, M. (31. december 2012). The Rome Guide: Step by Step through History's Greatest City. Interlink. ISBN 9781623710088.